# Вайдере, Анна Станиславовна
Вайдере Анна Станиславовна (латыш. Anna Vaidere; род. 1927) — доярка колхоза «Дзимтене» Даугавпилсского района Латвийской ССР, Герой Социалистического Труда (1973).

## Биография
Родилась в 1927 года в Латвии. С 1940 года жила в Латвийской ССР.
С 1958 года работает дояркой колхоза «Дзимтене» («Родина») Даугавпилсского района Латвийской ССР (ныне — Даугавпилсского края Латвии). Семилетний план (1959—1965) завершала почти трехтысячными надоями молока.
В 1972 году Анна Станиславовна Вайдере достигла среднего надоя в 4379 килограммов молока с высоким процентом жирности.
За большие успехи, достигнутые во Всесоюзном социалистическом соревновании и проявленную трудовую доблесть в выполнении принятых обязательств по увеличению производства и заготовок продуктов животноводства в зимний период 1972—1973 годов Указом Президиума Верховного Совета СССР от 6 сентября 1973 года Вайдере Анне Станиславовне присвоено звание Героя Социалистического Труда с вручением Ордена Ленина и золотой медали «Серп и молот».
До выхода на пенсию работала в колхозе, проживала в селе Ликсна Даугавпилсского края.

## Награды
- Звание Герой Социалистического Труда (6 сентября 1973);
- Медаль «Серп и Молот» (6 сентября 1973) — № 15309;
- Орден Ленина (6 сентября 1973) — № 421549;
- Орден «Знак Почёта» (22 марта 1966);
- медали.